# Kapala floridana
Kapala floridana is een vliesvleugelig insect uit de familie Eucharitidae. De wetenschappelijke naam is voor het eerst geldig gepubliceerd in 1885 door Ashmead.